# Dakota City (Nebraska)
Pour les articles homonymes, voir Dakota City.
La ville de Dakota City est le siège du comté de Dakota, dans l’État du Nebraska, aux États-Unis. Lors du recensement de 2010, sa population s’élevait à 1 919 habitants.